# Amelia Curran
Amelia Curran (née en 1775 et décédée en 1847) est une peintre irlandaise, l'enfant aîné de l'avocat héroïque et spirituel John Philpot Curran et sa femme Sarah Creagh. Sa sœur Sarah Curran est la fiancée de Robert Emmet.
Pendant toute la première partie de sa vie, elle appartient à l'Église d'Irlande.
En 1810, au travers de son père, elle rencontre William Godwin et Aaron Burr. Peu après, elle rencontre celui qui restera son ami toute sa vie, Percy Bysshe Shelley. La première femme de celui-ci, Harriet, ne l'apprécie guère, car elle la considère comme une « coquette ».
En 1812, lorsque Percy Shelley voyage en Irlande pour y faire campagne contre les injustices qu'y commet le Royaume-Uni, Amelia est son compagnon de voyage, et le présente à son père, l'un des chefs de la cause. Elle se rend plus tard à Rome et construit une amitié étroite, soutenue par une abondante correspondance, avec la seconde femme de Shelley, Mary Shelley.
En 1821, elle déménage pour Naples, où elle se convertit au catholicisme. L'année suivante, elle déménage à nouveau pour Paris, où, dit-on à tort, elle s'est mariée avec un homme dont elle s'est séparée. Elle retourne à Rome en 1824, où elle passe le reste de ses jours.
Elle a fait le portrait de Shelley à plusieurs reprises. Ces portraits comptent parmi les rares qui seront exécutés de son vivant, et les seuls qui le représentent à l'âge adulte. Ils sont connus pour leur aspect androgyne, et leur ressemblance frappante avec le portrait de Beatrice Cenci peint par Guido Reni, qui était l'un des tableaux préférés du poète. Trois des portraits exécutés par Amelia Curran sont aujourd'hui la propriété de la National Portrait Gallery de Londres. Elle peint également plusieurs excellentes copies de plusieurs Madones de la Renaissance.
Elle meurt à Rome en 1847, et est enterrée dans l'Église de Saint-Isidore. Le futur Cardinal Newman préside à ses funérailles.